# Per Digerud
Per Digerud (Oslo, 25 juli 1933 - Oslo, 13 augustus 1988) was een Noors wielrenner. Hij won diverse wedstrijden, waaronder 4 keer de Roserittet en 3 keer het Noors kampioenschap. In 1960 nam hij deel aan de Olympische Zomerspelen. Zijn zoon Geir werd later eveneens wielrenner.

## Palmares
1956
Roserittet
1957
Roserittet
1958
Roserittet
1960
Roserittet
Noors Kampioenschap
1961
Noors Kampioenschap
1964
Noors Kampioenschap